# Dynamisches Selbstregulationsmodell
Das dynamische Selbstregulationsmodell ist eine Weiterentwicklung der klassischen Verhaltensformel, die als SORKC-Modell bekannt ist. Dabei werden die Variablen S, R und C in Anlehnung an Karoly (1993) in externe beobachtbare Variablen α, innere psychologische Variablen β und biologische Variablen γ unterteilt. Für die O-Variable gibt es nur die Unterteilung in β und γ.
- α umfasst durch Außenstehende beobachtbare Sinnesreize und beobachtbares Verhalten.
- β umfasst emotionale und kognitive Prozesse.[2]
- γ umfasst biologische Faktoren, also endokrine Steuerungsmechanismen, Infektionen, sowie Drogen- oder Medikamenteneinflüsse.[2]

Die Unterteilung in Sd und SΔ entfällt dabei. Auch die Kontingenz (K) entfällt. Das Modell wurde bereits von Kanfer vorgeschlagen und mehrfach erweitert. Es umfasst eine Feedback- und eine Feedforward-Schleife.
Während Skinner (1953) die Variable des Organismus (O) vor allem durch die Lerngeschichte und die Biologie bestimmt sah, wird hier vor allem ein Selbstregulationssystem gesehen.
Kanfer und Karoly (1972) gingen von drei aufeinanderfolgenden Schritten aus:
- Selbstbeobachtung: Feststellen des Verhaltens (α, β und γ) als Ist-Zustand, wozu auch der Vergleich mit früheren Verhaltensweisen und das Merken des Verhaltens gehört.[4]
- Selbstbewertung: Vergleich der Selbstbeobachtung des Ist-Zustands mit einem Soll-Zustand.
- Selbstverstärkung: Selbstbestrafung oder Belohnung auf Grundlage der Selbstbewertung.

Fehler in der Selbstregulation könnten auch auf fehlende oder unpräzise Standards zurückzuführen sein (Sayette, 2004). Ein Spezialfall der Selbstregulation ist die Selbstkontrolle, worunter das Widerstehen einer Versuchung, aber auch heldenhaftes Verhalten verstanden wird.